# Even Serpents Shine
Even Serpents Shine è il secondo album in studio del gruppo rock britannico The Only Ones, pubblicato nel 1979.

## Tracce
1. From Here to Eternity – 3:07
2. Flaming Torch – 2:21
3. You've Got to Pay – 2:49
4. No Solution – 2:27
5. In Betweens – 3:57
6. Out There in the Night – 3:02
7. Curtains for You – 4:18
8. Programme – 2:11
9. Someone Who Cares – 3:11
10. Miles from Nowhere – 3:45
11. Instrumental – 4:03

## Formazione
- John Bundrick - tastiere
- Mike Kellie - batteria
- Alan Mair - basso
- Koulla Kakoulli - voce
- Adam Maitland - tastiere, sassofono
- Peter Perrett - voce, chitarra
- John Perry — chitarra, tastiere